# إغناس كوفالتشيك
إغناس كوفالتشيك (بالفرنسية: Ignace Kowalczyk)‏ (مواليد 29 ديسمبر 1913) هو لاعب كرة قدم. يلعب مع منتخب فرنسا لكرة القدم. سبق له أن لعب في كأس العالم لكرة القدم مع منتخب بلاده.

## روابط خارجية
- إغناس كوفالتشيك على موقع الاتحاد الدولي (مؤرشف)  (الإنجليزية)
- إغناس كوفالتشيك على موقع قاعدة بيانات كرة القدم.إي يو (الإنجليزية)
- إغناس كوفالتشيك على موقع ناشيونال فوتبول تيمز (الإنجليزية)
- إغناس كوفالتشيك على موقع Soccerway.com (الإنجليزية)
- إغناس كوفالتشيك على موقع عالم كرة القدم.نت (الإنجليزية)